# Mette Bergmann
Mette Bergmann (ur. 9 listopada 1962) – norweska lekkoatletka, dyskobolka.
Przez prawie 20 lat z różnym skutkiem reprezentowała Norwegię na międzynarodowych zawodach, notując kilka wartościowych wyników :
- brązowy medal mistrzostw Europy (Helsinki 1994)
- 6. miejsce podczas mistrzostw świata (Göteborg 1995)
- 9. miejsce na igrzyskach olimpijskich (Atlanta 1996)

Bergmann jest 23-krotną medalistką mistrzostw Norwegii (18 medali w rzucie dyskiem oraz 5 w rzucie młotem). W latach 1984–2000 zanotowała unikalną serię 17 zwycięstw z rzędu w rzucie dyskiem podczas mistrzostw Norwegii.

## Rekordy życiowe
- rzut dyskiem - 69,68 (1995) Aktualny Rekord Norwegii, najlepszy wynik na świecie w 1995
- rzut młotem - 57,42 (2000)